# Pleurothallis karlii
Pleurothallis karlii är en orkidéart som beskrevs av Guido Frederico João Pabst. Pleurothallis karlii ingår i släktet Pleurothallis och familjen orkidéer. Inga underarter finns listade i Catalogue of Life.